# MV George Prince
El desastre del ferry MV George Prince fue un desastre náutico que ocurrió en el río Misisipi en la parroquia de St. Charles, Luisiana, Estados Unidos, en la mañana del 20 de octubre de 1976. El transbordador George Prince de la ruta Luling-Destrehan fue golpeado por el petrolero noruego SS Frosta, que navegaba río arriba. La colisión ocurrió en el poste de milla 120.8 sobre Head of Passes, a menos de tres cuartos de milla del sitio de construcción del puente Luling que reemplazaría al ferry siete años después. El ferry cruzaba desde Destrehan, Luisiana en la orilla este a Luling, Luisiana en la orilla oeste. Noventa y seis pasajeros y tripulantes estaban a bordo del ferry cuando fue golpeado, y setenta y ocho perecieron.
Este accidente es el desastre de ferry más mortal en la historia de los Estados Unidos. También es el desastre náutico en tiempos de paz más mortal que involucra a un buque no sumergible en aguas estadounidenses desde la explosión del SS Grandcamp en 1947, que mató a 581 personas. Además, es el accidente más mortal que involucra a un solo buque en aguas estadounidenses desde un incendio a bordo del SS Morro Castle en 1934, que mató a 137 personas.

## La colisión

### George Prince
El 20 de octubre de 1976, aproximadamente a las 6:00 a.m., el George Prince estaba atracado en el embarcadero de East Bank, recibiendo vehículos. Su tripulación había estado de servicio toda la noche y debía terminar su servicio a las 7:00 a.m. El barco estaba de cara al río y recibió una carga completa de vehículos, que constaba de 20 automóviles, ocho camiones, seis motocicletas y un número desconocido de peatones. De los pasajeros a bordo, no hay un recuento de personas en vehículos en comparación con peatones. Unas 20 personas estaban apiñadas en una sala de espera para evitar el frío previo al amanecer.
Una vez cargado, el George Prince partió y realizó un breve recorrido río arriba antes de virar para cruzar el río. No dio ninguna indicación de su partida por radio ni por bocina. Cuando operaban en tándem, los transbordadores operaban a la vista entre sí. El George Prince avanzó a través del río sin cambiar de rumbo ni responder a las señales de radio.
Según los supervivientes, algunos de los pasajeros eran conscientes del Frosta mientras navegaba río arriba, y había una creciente ansiedad por lo que parecía ser un curso de colisión, aunque esta ansiedad se vio atenuada en cierta medida por su creencia de que el transbordador maniobraría para evitar el barco, especialmente porque no había ninguna indicación de peligro por parte del George Prince. Cuando el Frosta hizo sonar la señal de peligro, hubo un pánico inmediato entre los que podían ver el barco, y su huida del peligro alertó a los demás. Nunca se puede saber si los pasajeros del lado opuesto al barco que se aproximaba eran conscientes del peligro, ya que todos los supervivientes estaban del lado del impacto. Cuando el transbordador casi había terminado su viaje a través del río, fue golpeado cerca del medio del lado de babor por la proa del Frosta. La fuerza de la colisión empujó la popa del Frosta 8 pies (2,4 m) hacia el costado, empalando al George Prince en el lado de babor y empujándolo de lado río arriba. El lado de estribor del George Prince se sumergió rápidamente y el barco volcó casi de inmediato. Tras zozobrar, el ferry quedó hundido bajo el barco, donde los fondos de ambas embarcaciones colisionaron.
Todos los vehículos fueron arrojados fuera de la cubierta, excepto una motocicleta, que quedó enredada en la barandilla. Un vehículo flotó brevemente antes de llenarse de agua y hundirse; el resto se hundió inmediatamente.
Habían transcurrido menos de dos minutos desde que salimos del muelle.
Las circunstancias de una colisión en 1974 se asemejaron a las de la tragedia de 1976, salvo que en el accidente anterior no hubo víctimas mortales. El accidente se produjo poco antes del amanecer con buena visibilidad; el operador del transbordador no vio los barcos que se dirigían hacia arriba, aunque sí los vieron los pasajeros en la cubierta; y el operador del transbordador no hizo un buen uso de sus radios para comprobar el tráfico fluvial. Tras la investigación de la Guardia Costera, un juez administrativo suspendió la licencia del operador del transbordador durante tres meses. Esa decisión fue confirmada por el Comandante de la Guardia Costera y por la Junta Nacional de Seguridad del Transporte en una decisión adoptada seis días después de la tragedia de 1976.

### SS Frosta
Como el embarcadero del transbordador East Bank estaba obstruido por barcos, el Frosta no pudo ver ninguna actividad en el embarcadero hasta que se encontraba a un cuarto de milla de distancia. Sin embargo, en el punto de colisión, el río tiene más de media milla de ancho. Después de haber avistado el cruce de Ollie K. Wilds , el piloto estaba al tanto de la operación del transbordador.
El piloto observó que un transbordador salía del embarcadero de East Bank, rumbo río arriba. Llamó dos veces a su transceptor portátil, esperando un tiempo suficiente entre las transmisiones para recibir una respuesta, pero no recibió ninguna. Tocó la bocina del barco dos veces, indicando su deseo de pasar por delante del transbordador. Si bien la señal de dos toques no tenía validez ni significado según las "Reglas de tránsito de los ríos occidentales", en ese momento se entendía comúnmente que el transbordador debía ceder el paso y permitir que el barco pasara. En el momento en que sonó la bocina, el transbordador ya había virado hacia babor, comenzando a cruzar el río, y estaba a menos de un cuarto de milla de distancia.
El ferry no respondió y el piloto volvió a llamar por radio y repitió la señal de dos toques en la bocina del barco. El ferry siguió sin responder y procedió directamente hacia la trayectoria del Frosta.
En ese momento, el piloto comenzó a hacer llamadas de radio y a tocar la bocina continuamente. También ordenó al Frosta que retrocediera a toda velocidad. Sin embargo, el piloto no intentó virar el barco. Estaba navegando por el lado oeste del canal, lo que no le dejó otra opción que virar el barco a estribor, lo que, si el transbordador hubiera virado, habría significado que el barco viraría hacia el transbordador. El piloto también temía chocar contra una obra de construcción del muelle del puente justo río arriba, o encallar o chocar contra uno de los barcos atracados en el elevador de granos.
El transbordador se encontraba en rumbo constante, a menos de 500 pies (150 m) de distancia, cuando pasó fuera de la vista de la tripulación del puente del Frosta. La tripulación sintió un ligero golpe cuando el barco chocó con el transbordador. El transbordador se desvió de la proa del barco hacia el lado de estribor, luego se hundió y emergió por el lado de babor del barco, a 275 yardas (251 m) de la orilla. Cuando el transbordador apareció a la vista, estaba casi totalmente volcado. Se vio un vehículo flotando río abajo, con los faros todavía encendidos, antes de llenarse de agua y hundirse.
El piloto ordenó que se pararan todos los motores para evitar que los supervivientes se pusieran en peligro con una hélice en movimiento. El capitán del barco y el piloto pidieron ayuda a cualquier embarcación que estuviera en la zona y avisaron a la Guardia Costera. El barco maniobró a través de la zona de construcción y se ancló en mitad de la corriente a más de una milla río arriba, arrastrado la mayor parte del trayecto por el impulso hacia delante. Una vez anclado, el Frosta lanzó dos de sus botes salvavidas en un inútil intento de rescatar a los supervivientes. Ninguno de los tripulantes del barco vio a ningún superviviente en el agua.